# Jürgen Siermann

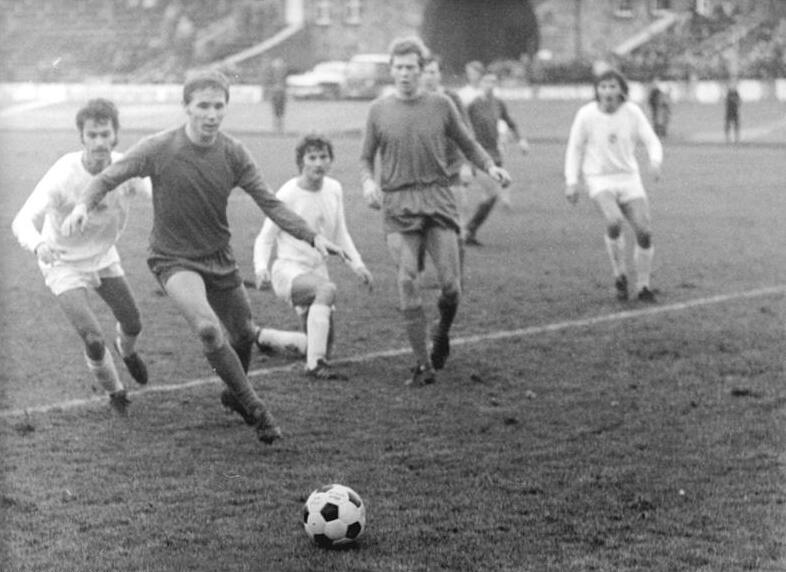
Siermann im FDGB-Pokalspiel (2.v.l.)

Jürgen Siermann (geboren am 16. November 1947) ist ein ehemaliger deutscher Fußballspieler.
Er spielte bis 1967 bei der BSG Traktor Zöschen. Von 1969 bis 1977 spielte er bei Vorwärts Stralsund. In seiner aktiven Zeit spielte er mit dem Stralsunder Verein auch in der höchsten Spielklasse der DDR, der Oberliga, nämlich die Saison 1974/1975.
Für die Stralsunder Mannschaft bestritt er 344 Punkt-, Pokal- und Freundschaftsspiele und erzielte dabei 138 Tore. Zudem schoss er bei 22 internationalen Spielen sechs Tore.